# The Challenge (film, 2003)
The Challenge är en amerikansk TV-film från 2003 i regi av Craig Shapiro, med systrarna Ashley Olsen och Mary-Kate Olsen i huvudrollerna.

## Handling
Två syskon ogillar varandra och har inte setts på flera år. Lizzie (Ashley Olsen) är en fokuserad och driven tjej, medan Shane (Mary-Kate Olsen) är den miljömedvetna. Båda väljs ut att medverka i en TV-show med ett collegestipendium som första pris. Samtidigt får dem upptäcka massa romanser!

## Rollista
| Ashley Olsen      | – Elizabeth 'Lizzie' Dalton |
| Mary-Kate Olsen   | – Shane Dalton              |
| Brian Skala       | – Marcus                    |
| Lukas Behnken     | – Adam                      |
| Sarah Bastian     | – Kelly                     |
| Joe Michael Burke | – Max                       |
| Zakk Moore        | – Justin                    |
| Theo Rossi        | – Anthony                   |
| Diana Carreno     | – J.J.                      |
| Ty Hodges         | – Charles                   |
| Jeannette Weegar  | – Sasha                     |